# 레드 슈 다이어리
《레드 슈 다이어리》(영어: Red Shoe Diaries)는 미국에서 제작한 잘만 킹 감독의 1992년 로맨틱 드라마 텔레비전 영화이다. 데이비드 듀코브니 등이 출연하였고, 래피얼 아이젠먼 등이 제작에 참여하였다.
이 영화는 1992년부터 1997년까지 쇼타임에서 방영된 동명 텔레비전 시리즈(Red Shoe Diaries)를 위한 맛보기 프로그램으로 제작되었다.
대한민국에서는 《와일드 오키드 3》으로도 알려져 있으나 《와일드 오키드》(1990)나 《와일드 오키드 2》(1992)와는 감독과 일부 제작진이 겹치는 것 외엔 공통점이 없다.

## 줄거리
성공한 건축가 제이크는 약혼자 앨릭스가 자살한 뒤 앨릭스가 한 남성과 저지른 바람을 기록한 일기장을 발견한다.
영화는 회상 장면을 통해 앨릭스의 과거 정사를 묘사한다. 공사장 인부 톰이 자신의 목숨을 구해준 이후로 톰에게 빠져든 앨릭스는 톰이 일하는 신발 가게로 찾아가 빨간 하이힐을 사고 그와 관계를 갖기 시작한다. 사랑하는 제이크에 대한 죄책감으로 괴로워하던 앨릭스는 고뇌를 해소하기 위해 다른 여성들의 유사 경험담을 공유하고자 일기장을 고가로 구매할 테니 사서함 레드 슈로 보내 달라고 신문에 개인 광고를 내는데...

## 출연진
- 데이비드 듀코브니 - 제이크 윈터스 역
- 브리지트 바코 - 앨릭스 역
- 빌리 워스 - 토머스 “톰” K. 버틀러 역: 공사장 인부이자 신발 가게 판매원.
- 카이 울프 - 폴 역
- 브렌다 버카로 - 마사 역
- 브리짓 라이언 - 말린 역
- 이비 설리번 - 게이브리엘라 역
- 카타지나 피구라

## 기타 제작진
- 공동 제작: 빌리 베어, 에이브럼 “부치” 캐플런
- 협력 제작: 제임스 개빈 베드퍼드
- 배역: 펀 캐슬
- 미술: 마크 그레빌매슨, 대니얼 J. 비방코
- 의상: 비르기트 후터